# Niccolò Acciaiuoli
Niccolò Acciaiuoli  (Castello di Montegufoni, 1310 - Naples, 1365) est un homme politique et un sénéchal florentin, fils de Acciaiolo, de la famille florentine des Acciaiuoli.

## Biographie
Il était le fils d'Acciaiolo et de Guiglielma de Pazzi et le cousin d'Angelo Acciaiuoli, évêque de Florence.
Les forts liens de la compagnie commerciale de la famille le portèrent à s'établir à Naples à partir de 1335, où il se mit au service du roi Robert d'Anjou, obtenant le prestigieux titre de Grand Sénéchal du royaume de Naples. 
Il devint conseiller de l'impératrice titulaire de Constantinople Catherine de Valois et tuteur de ses trois fils, dont le prince d'Achaïe Robert. Il accompagna l'impératrice au cours de son séjour en Morée entre 1338 et 1341. 
Il obtint du prince Robert la seigneurie de Corinthe en avril 1358, la promesse du mariage entre Jeanne d'Anjou et Louis de Tarente et la reconquête du royaume de Hongrie pour celui-ci. Après la mort de Louis en 1362, il s'employa à protéger la reine des barons en révolte.
Il écrivit en 1364 une célèbre lettre où il se défend d'accusations en écrivant une sorte d'autobiographie, précieux document historiographique des événements du Trecento. 
Il eut quatre fils : Lorenzino Acciaiuoli (mort en 1353), patricien napolitain, Angelo Acciaiuoli (mort à Messine en 1380), comte, Lorenzo Acciaiuoli, baron et Benedetto Acciaiuoli, comte, mais aucun d'eux n'eut une longue descendance. 
Amateur des lettres et des arts, Niccolò Acciaiuoli était l'ami de Pétrarque et de Boccace qu'il accueillit au château de Montegufoni en 1362.
Il fit construire la magnifique chartreuse de Galluzzo près de Florence, où il est enterré.

## Article relié
- Famille Acciaiuoli